# María Jesús Avila Corchero
María Jesús Avila Corchero (Cáceres, 1966) es una doctora en Historia del Arte española, coordinadora del Museo de Arte Contemporáneo Helga de Alvear.

## Biografía
Nació en Cáceres en 1966. Es doctora en Historia del Arte por la Universidad de Extremadura, con la tesis titulada El pintor Ortega Muñoz.1899-1982.

### Trayectoria museográfica
De 1994 a 2007 fue conservadora del Museu do Chiado-Museo Nacional de Arte Contemporânea de Lisboa. En 2007, conservadora jefa de la colección de la Culturgest de Lisboa. Y desde 2008 es coordinadora del Centro de Artes Visuales Fundación Helga de Alvear de Cácereshasta 2020, que pasa a denominarse Museo de Arte Contemporáneo Helga de Alvear, donde desarrolla las funciones de coordinadora del área artística hasta la actualidad.
Ha comisariado exposiciones sobre artistas y arte moderno y contemporáneo: recientemente, la X Bienal Iberoamericana de Obra Gráfica "Ciudad de Cáceres"  (2023-2024),  S.M.S. Un espacio de encuentro (2021-2023),  Más que espacio (2021)…y el tiempo se hizo (2015),  Arte Moderno en Portugal (Salamanca, Madrid y Badajoz, 2007-2008), A cor como experiência (2006), Primeiros Modernismos em Portugal (2005) o Surrealismo em Portugal 1934-1952 (Badajoz, Lisboa y Madrid, 2001-2002). Entre los artistas comisariados se encuentran Ángel Duarte. Matemáticas y transformación social (2022-2023),  Mitsuo Miura (2018), Jürgen Klauke (2017), y Jean-Marc Bustamante. Espacios transitorios (2016), Heim Semke (2005), Sá Nogueira (1998), Ana Hatherly (1997) y Mário Eloy (1996).
Ha sido miembro del equipo curatorial de la feria Foro Sur, Cáceres (2003 y 2007-2011), y como jurado de premios, entre ellos el de la XIV Edición de los Premios de Artes Plásticas Sala el Brocense (Cáceres), y recientemente, como jurado de proyectos como Supertrama o Filare.
Ha participado mediante a la aportación de sus ensayos en los catálogos de las exposiciones mencionadas, como para los dos primeros catálogos razonados realizados en Portugal: Joaquim Rodrigo (1999) y Julião Sarmento. Edições numeradas (2006), de los tres volúmenes de las colecciones del Museu do Chiado (2011-2013), del libro Ortega Muñoz, y ha colaborado con artículos en numerosos catálogos y revistas de arte.

### Trayectoria investigadora
De 1995 a 1999 fue profesora asociada del Departamento de Historia del Arte de la Universidad de Extremadura. Y de 2005 a 2006, profesora invitada de la Universidade Nova de Lisboa. Ha participado en proyectos de investigación relacionados con museografía y conservación de arte contemporáneo: miembro director del equipo del proyecto Documentação da Arte Contemporânea, financiado por la Fundação para a Ciência e a Tecnologia de Portugal, miembro del Comité Científico de la revista MIDAScomo directora de cursos y autora de artículos en revistas y congresos especializados, como museologia.pt, Revista de APHA, Studies in conservation, Modern Paints Uncovered (Getty, 2006) o ICOM-CC (2011), y codirectora de trabajos de investigación, másteres y tesis doctorales.